# Zbombardowanie obozu dla uchodźców Dżabalija
Zbombardowanie obozu dla uchodźców Dżabalija – masakra⁣, jakiej dokonały Siły Obronne Izraela (IDF) 31 października 2023 w obozie dla uchodźców Muchajjam Dżabalija w Strefie Gazy.
Atak miał miejsce podczas wojny Izraela z Hamasem, a w świecie muzułmańskim określany jest mianem „masakry w obozie Dżabalija”. W wyniku nalotu zginęło ponad 120 osób, w większości kobiety i dzieci, a wydarzenie to spotkało się z szerokim potępieniem społeczności międzynarodowej. Jest ono również uznawane za potencjalne zbrodnię wojenną w kontekście konfliktu izraelsko-palestyńskiego. 

## Tło
Obóz Dżabalija jest jednym z najgęściej zaludnionych miejsc na świecie – mieszka tam około 110 000 osób na powierzchni 1,4 km². Pomimo izraelskiego nakazu ewakuacji, wielu cywilów pozostało na miejscu, co potwierdzają nagrania publikowane w mediach społecznościowych. Do czasu nalotu z 31 października, obóz był celem co najmniej czterech wcześniejszych izraelskich ataków powietrznych, w których zginęło ponad 150 osób.
Podczas ataku, według Ministerstwa Zdrowia Strefy Gazy, setki osób zostały uwięzione pod gruzami. Szpital Indonezyjski przekazał, że większość ofiar stanowiły kobiety i dzieci. Ministerstwo Spraw Wewnętrznych Gazy poinformowało, że obóz został „całkowicie zniszczony”, a liczba ofiar śmiertelnych i rannych mogła sięgnąć 400. 
Rzecznik IDF, Daniel Hagari, potwierdził, że izraelskie lotnictwo zaatakowało obóz, podając jako uzasadnienie likwidację dowódcy Hamasu odpowiedzialnego za ataki z 7 października oraz zniszczenie infrastruktury tunelowej. Hamas zaprzeczył obecności jakichkolwiek swoich dowódców na terenie obozu i określił izraelskie uzasadnienie jako pretekst do ataku na ludność cywilną.
Według organizacji Lekarze Bez Granic, wśród rannych znajdowały się dzieci z poważnymi oparzeniami i ranami głębokimi. Świadkowie relacjonowali apokaliptyczne sceny – zniszczone domy, płaczące matki i dzieci wynoszące z gruzów rannych rówieśników. Atef Abu Seif, minister kultury Autonomii Palestyńskiej, również potwierdził rozmiar zniszczeń, mówiąc o ponad 50 zburzonych domach, w których przebywały dziesiątki osób.
Analiza przeprowadzona przez „The New York Times” wykazała, że do ataku użyto co najmniej dwóch bomb penetrujących BLU-109 o masie 2 000 funtów, dostarczonych przez Stany Zjednoczone. Zdjęcia satelitarne ukazały zniszczenia na powierzchni co najmniej 2 500 m².

## Ofiary
Ministerstwo Zdrowia Gazy początkowo informowało o 50 zabitych i 150 rannych. Szpital Indonezyjski poinformował o przyjęciu 120 ciał i leczeniu 280 rannych, z czego większość stanowiły kobiety i dzieci. Agence France-Presse zarejestrowała wydobycie co najmniej 47 ciał z gruzów. Brygada Al-Kassam, zbrojne ramię Hamasu, ogłosiła, że w wyniku ataku zginęło siedmioro cywilnych zakładników, w tym troje posiadających obce obywatelstwo. Na dzień 1 listopada Ministerstwo Zdrowia Gazy podało zaktualizowany bilans: 195 zabitych, 777 rannych i 120 osób uznanych za zaginione pod gruzami.

## Zbrodnia wojenna
Izrael utrzymuje, że atak miał na celu eliminację Ibrahima Biariego, rzekomego dowódcy Hamasu odpowiedzialnego za ataki z 7 października. IDF nie przedstawiło jednak żadnych informacji sugerujących możliwość błędu w identyfikacji celu, błędu pilota czy awarii technicznej. Nie wyrażono również zaniepokojenia skalą ofiar cywilnych. Obserwatorzy uznali, że atak został przeprowadzony zgodnie z planem.
Larry Lewis, doradca Departamentu Stanu USA, ocenił, że tolerancja Izraela wobec ofiar cywilnych w tym przypadku znacznie przewyższałaby akceptowalny poziom w operacjach prowadzonych przez Stany Zjednoczone. 2 listopada Biuro Wysokiego Komisarza ONZ ds. Praw Człowieka uznało, że skala zniszczeń i liczba ofiar mogą wskazywać na popełnienie zbrodni wojennej.
Profesor prawa międzynarodowego Marc Schack z Uniwersytetu w Kopenhadze porównał atak na Dżabaliję do sprawy Stanislava Galića – skazanego za zbrodnie wojenne w Sarajewie. Sąd orzekł, że nawet obecność celów wojskowych nie uzasadnia ataku, jeśli jest znane duże ryzyko ofiar cywilnych, co zdaniem profesora może mieć zastosowanie także do przypadku Dżabaliji.  